# Мун'яли
Мун'я́ли (рос. Мунъялы, чув. Мăн Элмен) — присілок у складі Вурнарського району Чувашії, Росія. Входить до складу Єрмошкінського сільського поселення.
Населення — 106 осіб (2010; 167 у 2002).
Національний склад:
- чуваші — 100 %